# Рорбах (Вајмарер Ланд)
Рорбах (њем. Rohrbach) општина је у њемачкој савезној држави Тирингија. Једно је од 75 општинских средишта округа Вајмарер Ланд. Према процјени из 2010. у општини је живјело 206 становника. Посједује регионалну шифру (AGS) 16071081.

## Географски и демографски подаци
Рорбах се налази у савезној држави Тирингија у округу Вајмарер Ланд. Општина се налази на надморској висини од 250 метара. Површина општине износи 3,5 km². У самом мјесту је, према процјени из 2010. године, живјело 206 становника. Просјечна густина становништва износи 59 становника/km².